# تابو دا سها
تابو دا سها (به پرتغالی: Taboão da Serra) یک منطقهٔ مسکونی در برزیل است که در ایالت سائو پائولو واقع شده‌است. تابو دا سها ۲۰٫۳۹ کیلومتر مربع مساحت و ۲۷۲٬۱۷۷ نفر جمعیت دارد.